# Tom Paris
Tom Paris är en fiktiv rollfigur i Star Treks universum, som porträtteras av Robert Duncan McNeill i TV-serien Star Trek: Voyager.

## Biografi
Tom Paris följer sin familjs tradition och utbildade sig på stjärnflotteakademin med astrofysik som huvudämne. Tidigt under sin karriär tjänstgjorde han på skeppet USS Exeter men efter att ha blivit dömd i krigsrätt och fick han som straff att bli uppsagd och uthängd av Federationen. 
Den närmsta tiden därefter tillbringade han mer eller mindre som alkoholiserad på "Sandrine's" en bar nära vattnet. Det var där han träffade Chakotay som lejer Tom som pilot för ett skepp i det Maquisiska upproret mot Federationen. Men redan under det första uppdraget så blir han tillfångatagen av stjärnflottan. Han blir fängslad men erbjuds kortare straff mot att han hjälper Kathryn Janeway på USS Voyager att hitta det Maqruis'iska skepp där Chakotay är befälhavare. De lyckas finna Chakotays skepp men i samband med de fångas de båda skeppen upp och kastas iväg till yttre kanten av deltakvadranten.
Efter de omständigheter som råder så får Tom åter tjänstgöra i Federatioen på bryggan som pilot. Hans relationer med B'Elanna Torres är en av stöttepelarna i tv-serien Star Trek: Voyager där flera avsnitt har fokus på just deras relation.